# Parostedes tonkinensis
Parostedes tonkinensis là một loài bọ cánh cứng trong họ Cerambycidae.